# 24 Oras
24 Oras je filipínský zpravodajský televizní pořad vysílaný společností GMA Network od 15. března 2004. Je zakotven Melem Tiangcem, Mikem Enriquezem a Vicky Moralesovou.